# Colesterolosi della colecisti
In ambito chirurgico, con colesterolosi della colecisti (o colesterolosi della cistifellea o, meno formalmente, cistifellea a fragola) si intende una modifica della parete della cistifellea causata da un eccesso di colesterolo.
Il termine "cistifellea a fragola" deriva dall'aspetto tipicamente puntinato della superficie della mucosa osservabile ad un esame macroscopico, ricordando così una fragola. La colesterolosi deriva da depositi anormali di esteri di colesterolo nei macrofagi all'interno della lamina propria (foam cells) e nell'epitelio della mucosa. La cistifellea può essere interessata da questi accumuli in una forma localizzata irregolare o in una forma diffusa. La forma diffusa appare macroscopicamente come una mucosa di colore rosso vivo con chiazze gialle (dovute ai lipidi), da qui il termine cistifellea a fragola. Tale condizione non è correlata alla colelitiasi (calcoli biliari) o alla colecistite (infiammazione della cistifellea).